# Die Fackeljungfrau
Die Fackeljungfrau ist eine Bergsage aus der Feder des deutschen Schriftstellers Ludwig Ganghofer.

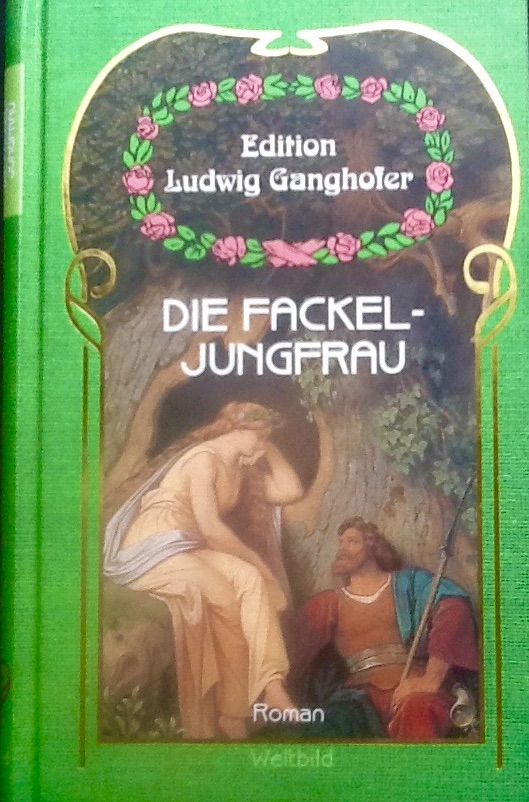
Ausgabe der 'Weltbild-Sammler-Edition'; Titelbild 'Waldnymphe' von Moritz von Schwind

## Historischer Hintergrund
Diese seltsame Geschichte hat der Schriftsteller Ludwig Ganghofer in einer Abendstunde von einem alten Senn auf der Kalbrunner-Alm im Salzkammergut erzählt bekommen. Dieser alte Senn kannte diese kuriose Geschichte von seiner „Ahnl“ (Großmutter).
Die Erstausgabe dieser Bergsage erschien im Adolf Bonz Verlag Stuttgart im Jahre 1894.

## Inhalt
Guntram ist ein Jäger, der in der Abgeschiedenheit des Windachtales mit seiner Mutter Sanna lebt. Eines Tages geht er im winterlichen Wald mit viel Schnee auf die Jagd und erlegt mit seiner Armbrust ein Fuchspärchen. Als Guntram den Bolzen aus der tödlichen Wunde des erlegten Fuchses zieht, hört er plötzlich ein Stöhnen. Als er sich aufrichtet, steht an einem Baum gelehnt ein berückend schönes Mädchen. Ihr zu Füßen liegt eine erloschene Fackel.
Das Mädchen heißt Isa und ist, was Guntram aber nicht weiß, eine Tochter des Elfenkönigs Wute. Er verliebt sich unsterblich in sie, nimmt sie mit nach Hause und macht sie zu Frühlingsbeginn zu seiner Frau. Mit Isa erlebt Guntram einen Sommer voller Glückseligkeit. Isa wird zu einer beispielhaften Hausfrau und wird für Mutter Sanna zu einer großen Hilfe. Isa scheint mit besonderen Gaben begnadet zu sein, weil ihr alles was sie anfasst zur Perfektion gelingt. Isa gebärt eine Tochter, die das auf den Namen Jutta getauft wurde.
Doch das Glück ist nicht von langer Dauer. Uzzo, ein Fischer und der einzige Freund Guntrams, verfällt ebenfalls in eine tiefe Liebe zu Isa. Guntram steigert sich in eine maßlose Eifersucht und wird zum Feind seines eigenen Glückes. Im Wahn vor Eifersucht und Hass getrieben erschlägt er seinen besten Freund Uzzo. Auf der Suche nach der inzwischen verschwundenen Isa gerät Guntram auf den Gipfel der Trischuba. Dort tanzen Mädchen, unter ihnen Isa. Guntram wird von König Wute erkannt, der den Füchsen befiehlt, sich auf ihn zu stürzen. Guntram feuert einen ungezielten Schuss auf die Füchse ab und trifft dabei Isa. Guntram flieht und stürzt eine Felswand hinab. Am kommenden Morgen holt Isa ihr Kind und verschwindet auf Nimmerwiedersehen.